# 10 сентября
10 сентября — 253-й день года (254-й в високосные годы) по григорианскому календарю.
До конца года остаётся 112 дней.
До 15 октября 1582 года — 10 сентября по юлианскому календарю, с 15 октября 1582 года — 10 сентября по григорианскому календарю.
В XX и XXI веках соответствует 28 августа по юлианскому календарю.

## Праздники и памятные дни
См. также: Категория:Праздники 10 сентября

### Международные
- Всемирный день предотвращения самоубийств.

### Национальные
- Гайана — День наследия американских индейцев[англ.].
- Гибралтар — Национальный праздник (Первый референдум о суверенитете (1967)).
- Гондурас — Национальный день ребёнка[англ.].
- Украина — День физической культуры и спорта Украины.
- Россия — День пивной кружки.

### Профессиональные
- Китай — День Учителя.
  -  Гонконг — Национальный день учителя[англ.].

### Религиозные
Православие
- Память преподобного Моисея Мурина, иеромонаха (ок. 400);
- обретение мощей преподобного Иова Почаевского, игумена (1659);
- Собор преподобных отцов Киево-Печерских, в Дальних пещерах (преподобного Феодосия) почивающих;
- память преподобного Саввы Крыпецкого, Псковского (1495);
- память праведной Анны Пророчицы, дщери Фануилевой, встретившей Господа Иисуса Христа в храме Иерусалимском (I в.);
- память великомученицы Шушаники (Сусанны), княгини Ранской (V в.);
- память священномученика Алексия Будрина, пресвитера (1918);
- память преподобномучеников Казанских: Сергия (Зайцева), архимандрита, Лаврентия (Никитина), Серафима (Кузьмина), иеромонахов, Феодосия (Александрова), иеродиакона, Леонтия (Карягина), Стефана, монахов, Георгия Тимофеева, Илариона Правдина, Иоанна Сретенского и Сергия Галина, послушников (1918);
- память священномученика Александра Медведева, диакона (1918);
- память священномученика Николая Георгиевского, пресвитера (1931);
- память священномученика Василия Сокольского, пресвитера (1937);
- память 205 японских мучеников (1867).

## События
См. также: Категория:События 10 сентября

### До XIX века
- 587 год до н. э. — по приказу вавилонского царя Навуходоносора II сожжён храм и дворец Иерусалима.
- 1172 — правители Египта Айюбиды признали духовную власть Аббасидов.
- 1229 — в полночь христианские войска Хайме I высадились на Майорке, начав завоевание острова.
- 1509 — в Стамбуле в 10 часов утра произошло землетрясение, известное как Малый Судный день, в ходе которого погибло до 10 000 человек, нанесшее серьёзнейший урон столице Османской империи.
- 1547 — эпизод Англо-шотландских войн: произошла Битва при Пинки, закончившаяся победой англичан и способствовавшая разрыву Шотландии и Франции, а также утверждению протестантизма в Шотландии.
- 1588 — английский мореплаватель Томас Кавендиш завершил третью успешную кругосветную экспедицию.
- 1622 — в рамках гонений на христиан в Японии произошло так называемое Великое мученичество в Нагасаки[фр.] в ходе которого было казнено 52 человека, в том числе женщины, дети, а также иностранные миссионеры.
- 1693 — Петром I заложено первое судно — 24-пушечный корабль «Св. Павел». В августе Пётр прибыл в Архангельск, где он впервые увидел море и первый голландский военный корабль. Тогда Архангельск был единственным морским портом России, связывавшим её с Западом. По указанию царя на остров Соломбала на Северной Двине завезли строительные материалы и начали сооружение судостроительной верфи.
- 1708 —сражение при Молятичах между русскими и шведскими войсками в ходе Северной войны. Завершилось с неопределённым исходом.
- 1721 — подписан Ништадтский мир, завершивший Великую Северную войну.
- 1724 — в Александро-Невскую Лавру перенесены мощи Александра Невского. Это событие отмечается Русской православной церковью 12 сентября.
- 1756
  - Жозе I подписывает указ, предложенный Себастьяном Жозе ди Карвалью и Мелу об основании первого в мире разграниченного региона для производства вина (Портвейна) и таким образом основывает королевскую компанию Companhia Geral da Agricultura das Vinhas do Alto Douro. Ныне этот регион внесён в Список объектов всемирного наследия ЮНЕСКО в Португалии.
  - Императрица Елизавета Петровна издала Указ об учреждении «русского для представления трагедий и комедий театра» в Петербурге (30 августа по старому стилю).
- 1790 — торжественно освящён Троицкий собор Александро-Невской лавры, который был построен по проекту зодчего Ивана Егоровича Старова и заложен ровно 12 лет назад.

### XIX век
- 1813 — в ходе англо-американской войны 1812—1815 годов произошло сражение на озере Эри между американской и британской эскадрами, закончившееся победой США.
- 1823 — Перуанский конгресс провозгласил Симона Боливара Освободителем.
- 1855 — Крымская война: Только через два дня спустя после ухода последних русских солдат неприятель — французы, британцы и сардинцы — решился вступить в Севастополь.
- 1875 — Русскими войсками взят Коканд.
- 1882 — В Дрездене (Германия) состоялась первая международная конференция антисемитов — Конгресс охраны нееврейских интересов.
- 1885 — Россия и Великобритания заключили соглашение об установлении российско-афганской границы.
- 1894 — В Лондоне оштрафован первый водитель за вождение автомобиля в пьяном виде — таксист Джордж Смит. Не справившись с управлением, он въехал точно в двери дома. Штраф составил 1 фунт стерлингов.
- 1895 — Открыт канал Су-Сент-Мари между озёрами Верхнее и Гурон (Великие озёра).

### XX век
- 1903 — в Санкт-Петербурге в крайне правой газете «Знамя» (редактор-издатель депутат Государственной думы Павел Крушеван) начала публиковаться «Программа завоевания мира евреями». Так в газете были названы «Протоколы сионских мудрецов» — фальшивка, основанная на плагиате. В 1864 году во Франции Морисом Жоли был написан памфлет «Диалог в аду между Монтескьё и Макиавелли», направленный против режима Наполеона III. Памфлет и лёг в основу «Протоколов», которые потом использовались антисемитами во всём мире. Ими прикрывались нацисты, на них ссылаются и их последователи.
- 1908 — Русским правительством основана Финская Академия наук и художеств.
- 1912 — С задержкой на день экспедиция Георгия Седова на Северный полюс вышла из Архангельска в море.
- 1913 — В Буэнос-Айресе Вацлав Нижинский женился на Ромоле де Пульски. Его жена была дочерью известной венгерской актрисы и вроде бы графиней. Дягилев, узнав о свадьбе, исключил Нижинского из своей труппы. Нижинский трогательно любил свою жену, у них было две дочери. Но оказалось, что он не может жить без танца, и тогда незаметно подкралось безумие.
- 1918
  - Журналист и историк Ч. Репингтон[англ.] первым назвал текущую войну Первой мировой.
  - Войска 5-й армии, которой командовал П. А. Славен, взяли Казань. Это была первая победа Красной Армии на Восточном фронте.
- 1925 — В Кызылорде основан первый казахский национальный профессиональный театр.
- 1929 — В Гусь-Хрустальном пущен механизированный стекольный завод, ныне Гусевский стекольный завод.
- 1939 — Канада объявляет войну Германии.
- 1940 — В СССР утверждено положение о паспортах.
- 1941
  - Смоленское сражение (1941) завершается захватом Германией около 300 000 пленных советских красноармейцев.
  - Группа американских сенаторов обвинила Чарли Чаплина в попытке втягивания США в войну и английской пропаганде в связи с показом его фильма «Великий диктатор».
  - Нацистами уничтожено гетто в Яновичах.
- 1942 — Нацистами уничтожено гетто в Давид-Городке.
- 1943
  - Начало Новороссийской операции войск Северо-Кавказского фронта и Черноморского флота.
  - Советские войска освободили Мариуполь.
- 1947
  - В СССР учреждена медаль «За восстановление угольных шахт Донбасса».
  - На экраны вышел фильм «Новый дом»
- 1949 — в Праге начался первый чемпионат мира по волейболу среди мужчин. В турнире приняли участие 10 команд, чемпионом стала сборная СССР.
- 1960
  - На Белом море с подводной лодки выполнен первый в СССР успешный прицельный пуск баллистической ракеты Р-21 из-под воды.
  - На XVII летних Олимпийских играх в Риме сенсационную победу в марафоне с мировым рекордом одержал никому не известный эфиопский бегун Абебе Бикила, бежавший босиком.
  - На конференции в Багдаде (10—14 сентября) создана Организация стран-экспортёров нефти (ОПЕК).
- 1961
  - Гран-при Италии 1961 года: в результате аварии погиб немецкий гонщик Вольфганг фон Трипс и 14 зрителей. Гонка остановлена не была.
  - Катастрофа самолёта Douglas DC-6B после взлёта из ирландского аэропорта Шаннон (погибли все 83 человека).
  - Торжественный пуск Волжской ГЭС имени XXII съезда КПСС. Строилась ГЭС с 1951 по 1962 гг. на Волге выше Волгограда.
- 1962 — Катастрофа KC-135 под Споканом
- 1964 — Род Стюарт записал свой первый сингл «Good Morning, Little Schoolgirl».
- 1972 — финал баскетбольного турнира Олимпийских игр 1972: сборная СССР обыграла сборную США со счётом 50:49, сборная США отказалась получать серебряные медали.
- 1976 — столкновение Trident 3B и DC-9 над Загребом (Югославия). 177 погибших.
- 1977 — тунисский иммигрант Хамида Джандуби, осуждённый как убийца, стал последним казнённым на гильотине преступником во Франции. Через четыре года гильотина, как орудие смертной казни, будет запрещена.
- 1981 — Знаменитая картина «Герника» Пабло Пикассо вернулась в Испанию и помещена в мадридском музее Прадо по завещанию великого художника, скончавшегося в 1973 году.
- 1988
  - Более пяти с половиной лет пришлось ждать Филу Коллинзу, чтобы повторить свой успех, снова заняв первое место в британском хит-параде с песней «A Groove Kind of Love». Американский же хит-парад впервые удалось возглавить группе «Guns N' Roses» с песней «Sweet Child o’Mine».
  - Штеффи Граф, победив на Открытом чемпионате США, стала первой теннисисткой, которой удалось завоевать Большой шлем после аналогичного достижения австралийской спортсменки Маргарет Корт в 1970 году.
  - В Одессе начался первый конкурс комедийных фильмов «Золотой Дюк».
- 1993 — на телеканале Fox Television состоялась премьера первого эпизода американского фантастического телесериала 1990-х годов «Секретные материалы».
- 1996 — ООН утверждает Договор о всеобъемлющем запрещении ядерных испытаний.
- 1998 — спустя 5 минут после старта запущенная с космодрома Байконур ракета-носитель «Зенит-2» упала вместе с 12 американскими спутниками связи «Глобалстар» в безлюдном месте в Хакасии.

### XXI век
- 2002 — Швейцария стала полноправным членом ООН.
- 2005 — в Москве открылась станция метро «Деловой центр» (с 2008 по 2024 год — «Выставочная»).
- 2006 — Алексий II освятил главный православный храм Калининграда — Храм Христа Спасителя.
- 2007 — бывший премьер-министр Пакистана Наваз Шариф вернулся в страну после 7 лет изгнания в результате переворота 1999 года.
- 2008 — в ЦЕРНе произошёл пробный запуск всех участков Большого адронного коллайдера.
- 2016 — открылось Московское центральное кольцо.

## Родились
См. также: Категория:Родившиеся 10 сентября

### До XIX века
- 1487 — Юлий III (в миру Джанмария Чокки дель Монте; ум. 1555), 221-й папа римский (1550—1555).
- 1638 — Мария Терезия Австрийская (ум. 1683), супруга короля Франции Людовика XIV.
- 1713 — Джон Тербервилл Нидхем (ум. 1781), английский естествоиспытатель, приверженец теории абиогенеза.
- 1778 — Александр Воейков (ум. 1839), русский поэт, переводчик, литературный критик, издатель, журналист.
- 1784 — Александр Кутайсов (погиб в 1812), русский генерал-майор, герой Отечественной войны 1812 года.
- 1797 — Пётр Высоцкий (ум. 1875), польский офицер, участник национально-освободительного движения.

### XIX век
- 1805 — Гийом (Виллем) Гефс (ум. 1883), бельгийский скульптор.
- 1807 — Иван Сахаров (ум. 1863), книговед, библиофил, исследователь русского фольклора.
- 1828 — Август Вагнер (ум. 1886), русский астроном, вице-директор Пулковской обсерватории.
- 1839 — Чарльз Сандерс Пирс (ум. 1914), американский философ, логик, математик, основоположник прагматизма и семиотики.
- 1855 — Роберт Иоганн Кольдевей (ум. 1925), немецкий археолог, определивший местонахождение библейского Вавилона и в результате 18-летних раскопок подтвердивший его существование.
- 1868 — Аполлон Коринфский (ум. 1937), русский поэт, журналист, писатель, переводчик.
- 1872 — Владимир Арсеньев (ум. 1930), русский и советский путешественник и этнограф, исследователь Дальнего Востока, писатель («По Уссурийскому краю», «Дерсу Узала»).
- 1890 — Эльза Скиапарелли (ум. 1973), итальянский модельер, дизайнер, создательница понятия «прет-а-порте».
- 1892 — Артур Холли Комптон (ум. 1962), американский физик, лауреат Нобелевской премии (1927).
- 1894 — Семён Богданов (ум. 1960), советский военачальник, маршал бронетанковых войск. Дважды Герой Советского Союза.
- 1897 — Жорж Батай (ум. 1962), французский писатель и философ.
- 1897 — Отто Штрассер (ум. 1974), немецкий политический деятель, один из лидеров левого крыла национал-социалистической партии в 1920-е годы, младший брат Грегора Штрассера.
- 1898 — Уалдо Семон (ум. 1999), американский химик, изобретатель, создатель ПВХ.
- 1899
  - Вольф Мессинг (ум. 1974), советский артист оригинального жанра, иллюзионист, психиатр и гипнотизёр.
  - Иван Савин (наст. фамилия Саволайнен; ум. 1927), русский поэт, писатель, журналист, участник Белого движения, эмигрант.

### XX век
- 1901 — Касым Тыныстанов (расстрелян в 1938), киргизский поэт и государственный деятель, основоположник киргизской письменности.
- 1912 — Херлуф Бидструп (ум. 1988), датский карикатурист.
- 1914 — Роберт Уайз (ум. 2005), американский кинорежиссёр, продюсер, обладатель четырёх «Оскаров».
- 1917 — Мигель Серрано (ум. 2009), чилийский дипломат и писатель, основатель эзотерического гитлеризма.
- 1925 — Борис Чайковский (ум. 1996), композитор, пианист, педагог, народный артист СССР.
- 1927 — Сатико, принцесса Хиса, (ум. 1928), дочь 124-го японского императора Хирохито и императрицы Кодзюн.
- 1929 — Евгений Глебов (ум. 2000), белорусский композитор, дирижёр, педагог, народный артист СССР.
- 1931 — Люсьена Овчинникова (ум. 1999), актриса театра и кино, заслуженная артистка РСФСР.
- 1933
  - Карл Лагерфельд (ум. 2019), немецкий модельер, фотограф, коллекционер и издатель.
  - Евгений Хрунов (ум. 2000), лётчик-космонавт из первого отряда космонавтов, Герой Советского Союза.
- 1934 — Алемдар Караманов (ум. 2007), советский и украинский композитор.
- 1936 — Питер Ловси (ум. 2025), английский британский писатель, автор исторических детективов.
- 1938 — Евгений Татарский (ум. 2015), советский и российский кинорежиссёр, сценарист, народный артист РФ.
- 1939 — Синтия Леннон (ум. 2015), первая жена британского музыканта Джона Леннона.
- 1945 — Хосе Фелисиано, пуэрто-риканский гитарист-виртуоз, композитор, певец, лауреат премий «Грэмми».
- 1946 — Дон Пауэлл, британский барабанщик, основатель и участник рок-группы «Slade».
- 1947 — Александр Галин, советский и российский драматург, сценарист, режиссёр театра и кино.
- 1948 — Игорь Костолевский, советский и российский актёр театра и кино, народный артист РФ.
- 1950 — Джо Пэрри, американский гитарист, автор песен, участник и один из основателей рок-группы «Aerosmith».
- 1955 — Лариса Долина, советская и российская эстрадная и джазовая певица, актриса, народная артистка РФ.
- 1957 — Павел Хюлле (ум. 2023), польский писатель, журналист, сценарист.
- 1958
  - Андрей Караулов, советский и российский журналист, телеведущий.
  - Крис Коламбус, американский кинорежиссёр, сценарист, продюсер.
  - Шэвон Фахи, ирландская и британская певица, музыкант, бывшая вокалистка трио «Bananarama».
- 1960 — Колин Фёрт, английский актёр, продюсер.
- 1964
  - Евгений Белоусов (ум. 1997), советский и российский поп-певец, автор песен.
  - Егор Летов (ум. 2008), российский поэт, музыкант, лидер группы «Гражданская оборона».
- 1966
  - Анке фон Зек, немецкая гребчиха на байдарках, трёхкратная олимпийская чемпионка, многократная чемпионка мира.
  - Джо Нуиндайк, канадский хоккеист, олимпийский чемпион (2002).
- 1968
  - Александр «Чача» Иванов, советский и российский панк-рок-музыкант, поэт, лидер группы «НАИВ», теле- и радиоведущий.
  - Сергей Петренко, советский и российский хоккеист, олимпийский чемпион (1992), чемпион мира (1993).
  - Гай Ричи, британский кинорежиссёр, сценарист, продюсер.
- 1970 — Жюли Алар-Декюжи, французская теннисистка, экс-первая ракетка мира в парном разряде.
- 1972
  - Максим Виторган, российский актёр театра и кино, режиссёр-постановщик.
  - Бенте Скари (Мартинсен), норвежская лыжница, олимпийская чемпионка 2002 года, 5-кратная чемпионка мира
- 1973 — Марк Хёйзинга, нидерландский дзюдоист, олимпийский чемпион (2000), многократный чемпион Европы
- 1974 
  - Райан Филипп, американский киноактёр.
  - Александр Ревва, российский актёр кино, озвучивания и дубляжа, продюсер, комик, шоумен, телеведущий, певец.
- 1976 — Густаво Куэртен, бразильский теннисист, бывшая первая ракетка мира, трёхкратный победитель Открытого чемпионата Франции
- 1977 — Алексей Панин, российский киноактёр.
- 1983 — Жереми Тулалан, французский футболист.
- 1985 — Вера Строкова, российская актриса театра и кино.
- 1988 — Джордан Стаал, канадский хоккеист, чемпион мира (2007).
- 1991 — Ханна Ходсон, американская актриса.

## Скончались
См. также: Категория:Умершие 10 сентября

### До XIX века
- 1167 — Матильда (р. 1102), королева Англии (в 1141), дочь и наследница короля Генриха I.
- 1419 — убит Жан Бесстрашный (р. 1371), герцог Бургундии (с 1404) из бургундской ветви династии Валуа.
- 1669 — Генриетта Мария Французская (р. 1609), младшая дочь короля Франции Генриха IV, супруга короля Англии Карла I.
- 1698 — Франческо Д’Андреа (р. 1625), итальянский юрист, философ и политик.
- 1749 — Эмили дю Шатле (р. 1706), французская женщина-математик и физик, муза и вдохновительница Вольтера.
- 1760 — Павел Кондоиди (р. 1710), российский врач, лейб-медик, тайный советник, почётный член Петербургской АН.
- 1767 — граф Александр Бутурлин (р. 1694), генерал-фельдмаршал, московский губернатор (1742—1744, 1762—1763).
- 1795 — Иван Бецкой (р. 1704), российский государственный деятель, с 1763 г. президент Императорской Академии художеств.
- 1797 — Мэри Годвин (р. 1759), английская писательница.

### XIX век
- 1842 — Уильям Гобсон (р. 1792), первый губернатор Новой Зеландии (1841—1842).
- 1849 — великий князь Михаил Павлович (р. 1798), четвёртый сын российского императора Павла I.
- 1866 — Михаил Муравьёв-Виленский (р. 1796), российский государственный деятель.
- 1867 — Симон Зехтер (р. 1788), австрийский органист, композитор и музыкальный теоретик.
- 1884 — Джордж Бентам (р. 1800), английский ботаник.
- 1898 — Елизавета Баварская (р. 1837), супруга императора Австро-Венгрии Франца Иосифа I.
- 1899 — Александр Кольчугин (р. 1839), русский предприниматель, старшина Московского купеческого сословия.

### XX век
- 1917 — убит Владимир Орановский (р. 1866), русский генерал, участник Русско-японской и Первой мировой войны.
- 1937 — расстрелян Сергей Третьяков (р. 1892), русский публицист, драматург, поэт-футурист.
- 1954 — Петер Андерс (р. 1908), немецкий оперный певец (тенор).
- 1975
  - Ханс Сваровски (р. 1899), австрийский дирижёр, профессор.
  - Джордж Паджет Томсон (р. 1892), английский физик-электронщик, лауреат Нобелевской премии (1937).
- 1976 — Далтон Трамбо (р. 1905), американский писатель и киносценарист.
- 1979 — Агостиньо Нето (р. 1922), ангольский поэт и первый президент Анголы (1975—1979).
- 1983 — Феликс Блох (р. 1905), швейцарско-американский физик, нобелевский лауреат (1952).
- 1994
  - Евгений Долматовский (р. 1915), советский поэт, лауреат Государственной премии СССР.
  - Макс Морлок (р. 1925), немецкий футболист, чемпион мира (1954).
- 1995 — Шарль Деннер (р. 1926), французский актёр театра и кино.
- 1999 — Альфредо Краус (р. 1927), испанский певец (лирический тенор).
- 2000 — Борис Кумаритов (р. 1939), советский и российский актёр театра и дубляжа.

### XXI век
- 2001
  - Ахмад Шах Масуд (р. 1953), афганский полевой командир, министр обороны Афганистана (1992—1996).
  - Евгения Мельникова (р. 1909), актриса театра и кино, заслуженная артистка РСФСР.
- 2006 — Тауфа’ахау Тупоу IV (р. 1918), король Тонга (с 1965).
- 2008 — Юрий Осипьян (р. 1931), советский и российский физик, академик АН СССР и РАН.
- 2010 — Раде Маркович (р. 1921), югославский и сербский актёр театра и кино.
- 2011 — Клифф Робертсон (р. 1923), американский киноактёр, обладатель премии «Оскар».
- 2013 — Ольга Симонова (р. 1938), театральная актриса и режиссёр, народная артистка РСФСР.
- 2015 — Дмитрий Жуков (р. 1927), советский и российский писатель, переводчик.
- 2019 — Альберт Разин (р. 1940), советский и российский удмуртский общественный и религиозный деятель неоязыческого толка, философ, активист за сохранение удмуртского языка.
- 2020
  - Михаил Литвак (р. 1938), советский и российский психолог и психотерапевт.
  - Дайана Ригг (р. 1938), британская актриса, лауреат премии «Тони».
- 2021 — Жорже Сампайю (р. 1939), португальский политик, президент Португалии (1996—2006).

## Приметы
- Анна и Савва скирдники. Моисей Мурин. Спешат убрать хлеб под навес.
- Поход в гости к родителям невесты в этот день сулит беду.
- Красно поле снопами, а гумно — скирдами[4].